# Packard Bell

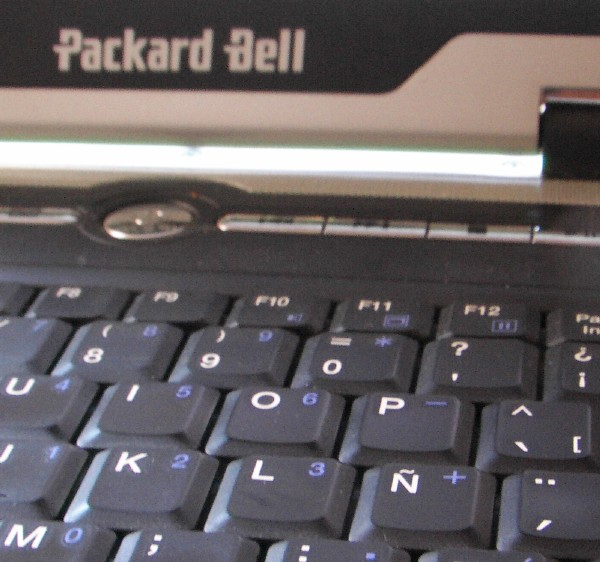
Detalle de un portátil Packard Bell.

Packard Bell es un fabricante neerlandés de computadoras y artículos electrónicos, con presencia en Europa Occidental y Latinoamérica. Desde enero de 2008 pertenece al grupo taiwanés Acer.
En sus orígenes fue un fabricante estadounidense de radios, fundado en 1933 en Los Ángeles. Más adelante se convirtió en suministrador de equipo para el ejército de los Estados Unidos y en fabricante de otros aparatos como televisores. En 1968 la compañía fue comprada por Teledyne.
En 1986, Beny Alagem y un grupo de inversores compraron a Teledyne la marca "Packard Bell" y la resucitaron como fabricante de ordenadores personales baratos. Eligieron como canal de venta los grandes supermercados y centros comerciales como Sears, por lo que se volvió bastante popular.
En 1996 su capital fue adquirido por Zenith Data Systems del Groupe Bull (80%) y por NEC (Nippon Electric Corporation) (20%). El nombre oficial de la compañía se transformó entonces en Packard Bell NEC, si bien vendía sus productos bajo dos marcas comerciales diferentes: NEC (fundamentalmente, portátiles y servidores) y Packard Bell (ordenadores de sobremesa dirigidos al mercado doméstico). Las ventas en Estados Unidos, sin embargo, descendieron y la marca terminó, en el año 2000, abandonando el mercado estadounidense.
Posteriormente la participación de NEC en el capital de la compañía aumentó notablemente, y esta cambió de nuevo su nombre, esta vez a NEC Computers International; esta compañía se hace cargo de la fabricación y distribución de ordenadores NEC en todo el mundo, excepto en Japón y China, y ha mantenido la marca Packard Bell como activo propio, siempre orientado al mercado doméstico, por lo que sigue siendo muy conocida en Europa por sus PC, incluyendo también ordenadores portátiles entre sus productos. Ha entrado también en el mercado de los reproductores de MP3, en el de los discos duros y en el de los monitores.
En septiembre de 2006 es comprada por John Hui, el anterior dueño de eMachines. quien vendió eMachines a Gateway, Inc. el 30 de enero de 2004. En el momento conocida como Packard Bell BV, fue relocalizada en Nijmegen.
En agosto de 2007 la empresa china Lenovo confirma el interés en adquirir Packard Bell en un movimiento para expandir su mercado en Europa, tras lo cual en septiembre de 2007 Acer/Gateway declara su interés en comprar Packard Bell. El interés se confirma en enero de 2008 cuando Acer anuncia que adquiere el control de Packard Bell al comprar el 75% de la compañía por 30 millones de euros.
Actualmente Packard Bell está haciendo un esfuerzo por consolidarse como una de las primeras marcas en Sudamérica, principalmente en Argentina, Chile y Colombia, sin olvidarse de Europa, donde es uno de los mayores referentes en países como España, Francia o Reino Unido.